# Judith Alberich i Cano
Judith Alberich i Cano (Barcelona, 20 de juliol de 1977) és una política catalana, alcaldessa de Cunit i senadora per Tarragona en la IX Legislatura.
S'afilià a la Joventut Socialista de Catalunya el 1993 i al PSC-PSOE el 1994. Estudià Ciències Polítiques i de l'Administració i de Gestió i Administració Pública. Regidora de l'ajuntament de Cunit des de l'any 2003, fou alcaldessa entre l'agost 2007 i el juny 2011 per inhabilitació de la seva predecessora. A les eleccions municipals espanyoles de 2011 es va presentar, per primer cop, com a cap de llista del PSC. També ha estat membre de la Comissió d'Igualtat de la Federació de Municipis de Catalunya (2003-2007), de la Comissió d'Urbanisme de Tarragona (des de 2007), del Consell d'Alcaldes i Alcaldesses de la Comarca del Baix Penedès (des de 2007). A les eleccions generals espanyoles de 2008 fou escollida senadora per la província de Tarragona per l'Entesa Catalana de Progrés.